# دنسیل تیئبولد
دنسیل تیئبولد (انگلیسی: Densill Theobald؛ زادهٔ ۲۷ ژوئن ۱۹۸۲) یک بازیکن فوتبال اهل ترینیداد و توباگو است.
وی همچنین در تیم ملی فوتبال ترینیداد و توباگو بازی کرده‌است.